# Nombre de Lines
Un nombre de Lines és un nombre tal que els seus dígits en base 10 coincideixen amb el resultat de considerar el primer dígit elevat al segon dígit, operat amb el tercer dígit elevat al quart dígit, etc. El nom és degut al professor que el va descobrir, Glenn T. Lines, el desembre de 2005.
Es pot demostrar que l'únic nombre que compleix aquesta propietat és el 40.337.956, doncs:
{\displaystyle 4^{0}-3^{3}+7^{9}-5^{6}=40337956}

## Demostració
La unicitat es pot comprovar mitjançant una observació prèvia: el result màxim possible de qualsevol suma és el de termes de la forma {\displaystyle 9^{9}}. Així, observant les llargades de les sumes per a un nombre diferent de dígits, tenim que:
| expressió màxima                                    | dígits | resultat   | dígits del resultat |
| --------------------------------------------------- | ------ | ---------- | ------------------- |
| {\displaystyle 9^{9}}                               | 2      | 387420489  | 9                   |
| {\displaystyle 9^{9}+9^{9}}                         | 4      | 774840978  | 9                   |
| {\displaystyle 9^{9}+9^{9}+9^{9}}                   | 6      | 1162261467 | 10                  |
| {\displaystyle 9^{9}+9^{9}+9^{9}+9^{9}}             | 8      | 1549681956 | 10                  |
| {\displaystyle 9^{9}+9^{9}+9^{9}+9^{9}+9^{9}}       | 10     | 1937102445 | 10                  |
| {\displaystyle 9^{9}+9^{9}+9^{9}+9^{9}+9^{9}+9^{9}} | 12     | 2324522934 | 10                  |

Per a les expressions de més de 12 dígits, el resultat major possible és inferior al nombre de dígits que calen. Per tant, només cal comprovar per força bruta les combinacions de sumes de 10 o menys dígits.
Amb un programa informàtic, es pot comprovar que l'única combinació possible és l'esmentat 40337956.